# Зубревичи (Минская область)
Зубре́вичи (бел. Зубрэвічы) — деревня в составе Негорельского сельсовета Дзержинского района Минской области Беларуси. Деревня расположена в 28 километрах от Дзержинска, 58 километрах от Минска и 11 километрах от железнодорожного остановочного пункта Энергетик.

## История
Известна с середины XVIII века, как деревня в Минском повете Минского воеводства Великого княжества Литовского. В 1740 году принадлежали Равудицу, Ржеусскому, позже деревней владел А. Машевский. В 1777 году деревня и одноименный фольварк были в составе Койдановского графство, владение Радзивиллов. Граф Эмерик Чапский выкупил деревню у Машевского и присоединил её к Станьковскому ключу. После второго раздела Речи Посполитой (1793) в составе Российской империи. В 1800 году — 13 дворов, 75 жителей, неподалеку находился одноимённый фольварк. В 1879 году граф Чапский основал в имении винокуренный завод. 
С начала XIX века в составе Станьковского ключа. В середине XIX века имение в аренде И. Ждановича, которому также принадлежали 78 дворов из деревень Губино, Лисовщина, Макавчицы, 665 ревизских душ, свыше 3 тысяч десятин земли, в том числе 456 пахотных. В 1897 году 63 жителя, деревня находилась в Койдановской волости Минского уезда Минской губернии. В июне 1914 года крестьяне оказали сопротивление помещику при разграничении выгона. В 1917 году проживали 120 жителей. 
С 9 марта 1918 года в составе провозглашённой Белорусской Народной Республики, однако фактически находилась под контролем германской военной администрации. С 1 января 1919 года в составе Советской Социалистической Республики Белоруссия, а с 27 февраля того же года в составе Литовско-Белорусской ССР, летом 1919 года деревня была занята польскими войсками, после подписания рижского мира — в составе Белорусской ССР.
С 20 августа 1924 года — в составе Негорельского сельсовета (в 1932—36-х годах — национального польского) Койдановского (затем Дзержинского) района Минского округа. В 1937—1939 годах — в Минском районе. В годы коллективизации организован колхоз, который обслуживала Негорельская МТС. В Великую Отечественную войну с 28 июля 1941 года по 7 июля 1944 года деревня была оккупирована немецко-фашистскими захватчиками. В 1944 году оккупанты частично сожгли деревню, убив 15 мирных жителей деревни. На фронтах войны погибли 24 жителя. В послевоенные годы деревня была вновь отстроена. В 1971 году — 23 двора, 76 жителей. Входила в состав колхоза «Россия». В 1991 году — 36 хозяйств, 89 жителей. В 2009 года в составе филиала «Логовищанский», ранее действовали клуб, сельская библиотека, фельдшерско-аккушерский пункт и продуктовый магазин.

## Население
| Численность населения (по годам) | Численность населения (по годам) | Численность населения (по годам) | Численность населения (по годам) | Численность населения (по годам) | Численность населения (по годам) | Численность населения (по годам) |
| 1800                             | 1897                             | 1909                             | 1917                             | 1971                             | 1991                             | 1999                             |
| -------------------------------- | -------------------------------- | -------------------------------- | -------------------------------- | -------------------------------- | -------------------------------- | -------------------------------- |
| 75                               | ↘ 63                             | ↘ 25                             | ↗ 120                            | ↘ 76                             | ↗ 89                             | ↘ 58                             |
| 2004                             | 2010                             | 2017                             | 2018                             | 2020                             | 2022                             |                                  |
| ↘ 62                             | ↘ 46                             | ↘ 39                             | → 39                             | ↘ 32                             | ↘ 27                             |                                  |

## Достопримечательности
- В центре деревни, около бывшего здания правления колхоза «Россия» установлен памятник землякам, в память о 51 сельчанине, которые погибли в борьбе с немецко-фашистскими захватчиками в годы Великой Отечественной войны. В 1981 году на месте памятника был установлен обелиск[7].